# Linda Hutchens
Linda Sue Hutchens, gift Hörnberg, född 1 november 1949 i Kalifornien, USA, död i augusti 2005 i Rumänien, var en amerikansk evangelist och sångerska verksam i Sverige under namnet Linda Hutchens, samt senare missionär. Hon är grundare av barnhjälpsorganisationen Caminul Felix.
Linda Hutchens föddes i Kalifornien som det tredje barnet till Milton Hutchens, förman på en bondgård och senare planerare på en träindustri i Dinuba, och hans hustri Lois Hutchens. Föräldrarna, som var frikyrkliga, öppnade så småningom en möbelaffär. Hennes båda syskon var betydligt äldre.
Hon kom till Sverige och blev här känd som kristen sångerska, spelade in flera skivor och medverkade även i tv. 1985 gifte hon sig med pingstpastor Lars Hörnberg (född 1948) och de var verksamma i Falköping. Hjälparbete inleddes i Rumänien dit makarna flyttade och gemensamt arbetade med att hjälpa övergivna och föräldralösa barn genom organisationen Caminul Felix (Lyckligt hem).

## Diskografi i urval

### Album
- 1975 – To God Be The Glory (Cymbal)
- 1976 – Var dag ifrån dig (Signatur)
- 1976 – One Day At A Time (Signatur)
- 1978 – Någonting stort skall hända (Prim)
- 1979 – I Wanna Be Ready (Prim)
- 1980 – En sång för alla (tillsammans med flera andra)
- 1980 – Hallå där, Elmer, Squirt & Co (med Ingamay Hörnberg) (Prim)
- 1981 – Till Glädje (tillsammans med flera andra)
- 1981 – Föd mina lamm (Prim)
- 1982 – Feed My Sheep (Prim)
- 1983 – Se på fälten (Prim)

### Singlar och EP
- 1981 – Det är längesen (CBS)